# NGC 6778
NGC 6778 est une nébuleuse planétaire située dans la constellation de l'Aigle. Elle a été découverte par l'astronome britannique John Herschel en 1825. Elle fut également découverte indépendamment par l'astronome allemand Albert Marth le 25 juin 1863, puis par la suite cataloguée comme étant NGC 6785.
Elle est décrite comme un « petit disque allongé et mal défini » dans le New General Catalogue,.

## Observation
Avec une magnitude visuelle apparente de 12,3, on doit utiliser un télescope dont l'ouverture est d'au moins 200 mm pour l'observer.  

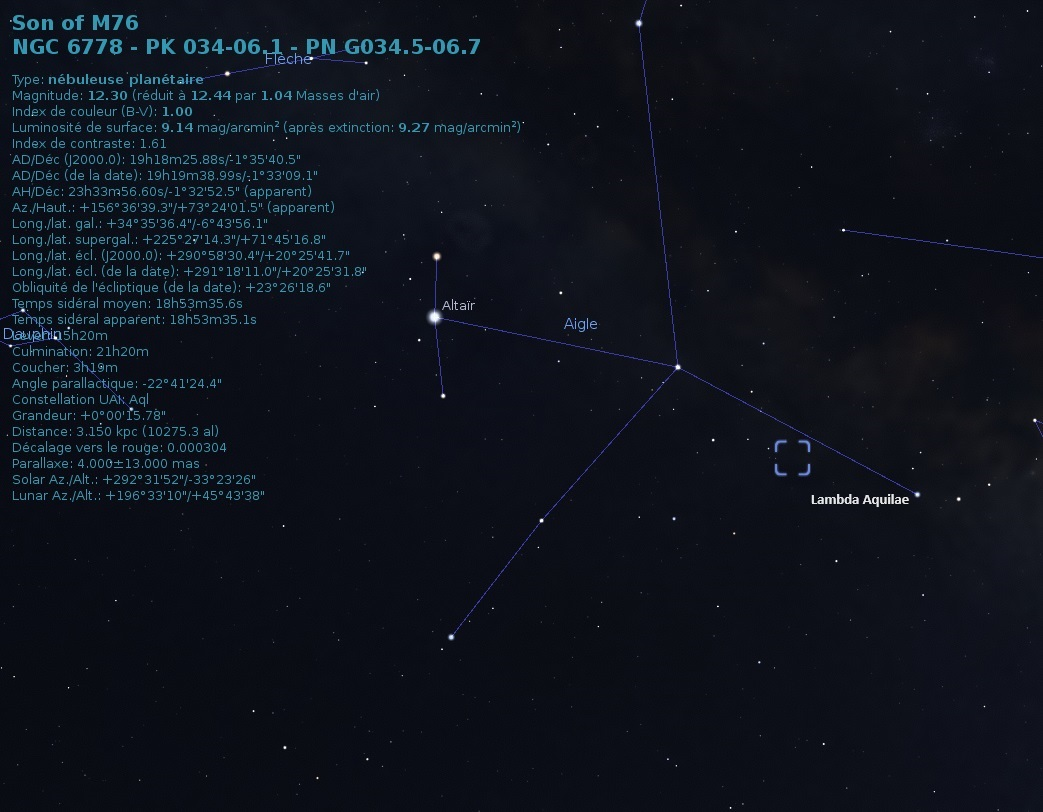
Emplacement de NGC 6778 dans la constellation de l'Aigle.

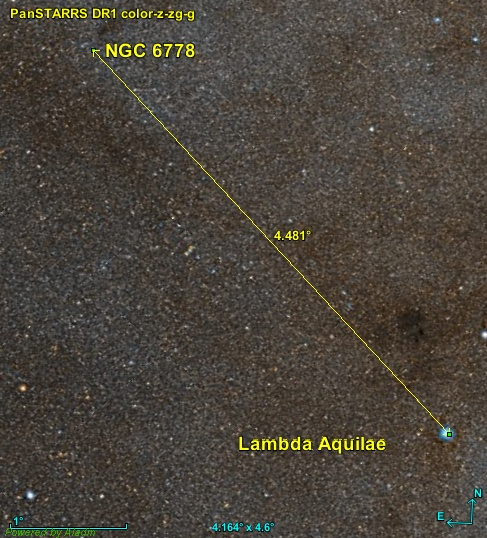
Position de NGC 6778 par rapport à une étoile de l'Aigle.

La nébuleuse NGC 6778 est située à environ 4,5 degrés au nord-est de Lambda Aquilae.

## Caractéristiques

### Distance, taille et vitesse
Deux distances très semblables sont indiquées sur la base de données Simbad : 3,187 ± 0,637 kpc (∼10 400 al) et environ 3 150 pc (∼10 300 al). 
La taille apparente de la nébuleuse est de 0,62 minutes d'arc, ce qui, compte tenu de la distance et grâce à un calcul simple, équivaut à une taille réelle de 1,9 ± 0,4 al.
Deux valeurs identiques de la vitesses sont aussi indiquées sur Simbad : 91,1 ± 2,0 km/s,.

### Sa structure et son étoile centrale
Cette nébuleuse planétaire présente une structure grossière en forme de « S », ainsi qu'une autre en forme de jet linéaire, projetée hors d'une coquille irrégulière. La partie interne contient un anneau elliptique déformé. La nébuleuse et son anneau ont une taille apparente de 8,5 minutes d'arc et sont âgés d'environ 4 400 ans, alors que les jets seraient, eux, âgés d'environ 1 700 ans.
Au centre de la nébuleuse se situe une étoile binaire (HD 180871) ayant une période orbitale de 3,68 heures, l'une des plus courtes parmi les étoiles binaires au sein d'une nébuleuse planétaire. Leur proximité laisse croire qu'elles sont passées par une phase de binaire à enveloppe commune plus tôt dans leur évolution. La paire semble être constituée d'une étoile de 0,6 masse solaire (M☉), et d'une naine rouge de 0.3 M☉, ayant un demi grand axe d'environ 1,1 rayon solaire.